# Alberto Rodríguez Valdelomar
Alberto Junior Rodríguez Valdelomar (Lima, 31 de marzo de 1984) es un exfutbolista peruano que jugaba como defensa central y su último equipo fue el Club Alianza Atlético. Fue internacional absoluto con la selección de fútbol del Perú.
Destacó tanto en clubes como en la selección de fútbol del Perú. Con esta última jugó las ediciones de la Copa América en 2007, 2011 y 2016. En tanto, a nivel de clubes, jugó la parte más importante de su carrera en Sporting Braga, ganando la Copa Intertoto de la UEFA en 2008, alcanzando un subcampeonato de la Primeira Liga en 2009 y una final de la UEFA Europa League en 2010 —disputando 128 partidos y convirtiendo 4 goles—, y Sporting Cristal, del Perú, donde obtuvo 2 títulos de la liga peruana, 3 del Torneo Apertura y 2 del Torneo Clausura, totalizando 218 partidos y 14 goles.
Fue considerado por medios deportivos especializados como uno de los pilares fundamentales en la clasificación de Perú para la Copa Mundial de 2018, luego de treinta y seis años.

## Trayectoria

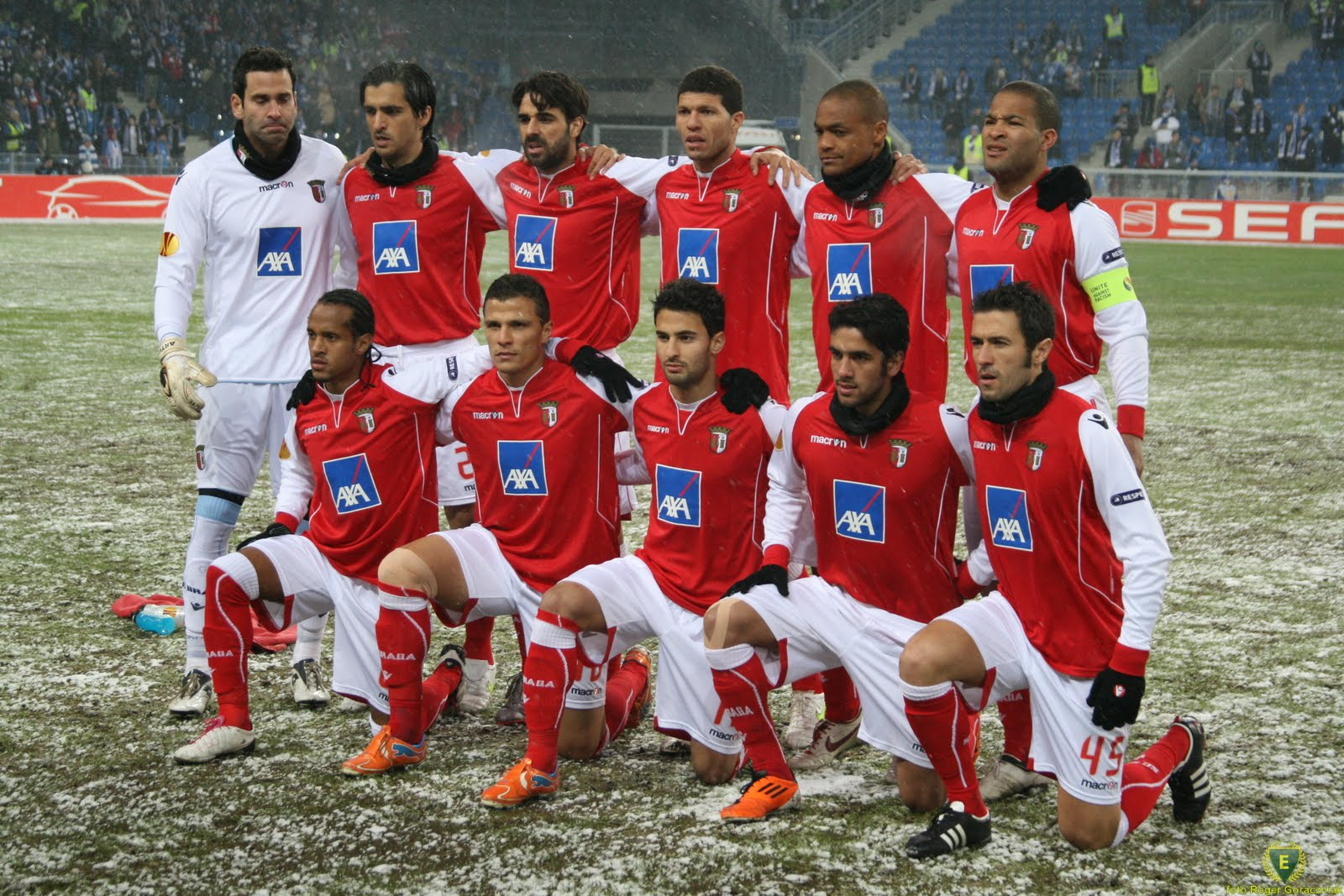
Alberto Rodríguez en Braga

### Sporting Cristal
Alberto Junior ingresó a los 16 años a las divisiones menores del club Sporting Cristal. En el año 2002, a la edad de 18 años, fue promovido al primer equipo de Sporting Cristal bajo el comando técnico del brasileño Paulo Autuori. Esto debido a que cinco jugadores rimenses fueron separados después de la derrota ante Alianza Lima.
Con este equipo, jugó su primera Copa Libertadores y a finales de ese año obtuvo su primer campeonato en el torneo peruano. Allí adquirió gran experiencia, codeándose con jugadores como Jorge Soto, Erick Torres, Roberto Palacios, Luis Alberto Bonnet, Julinho, entre otros. En el año 2003 jugó su segunda Copa Libertadores y salió campeón del Torneo Apertura.
Al año siguiente jugó su tercera Libertadores y luego se consagró campeón del Torneo Clausura 2004. En 2005 jugó su cuarta Libertadores y a finales de año obtuvo nuevamente un campeonato nacional, ganando la final, en un partido disputado ante Cienciano del Cuzco jugado en la ciudad de Arequipa, siendo ésta su segunda corona con el equipo celeste.

### Braga, Lisboa y Rio Ave
En el año 2007, Rodríguez emigró a Europa para jugar en el Sporting Clube de Braga de la Primera División de Portugal, firmando un contrato de tres años y medio. Su primer partido con el equipo portugués tuvo lugar el 18 de febrero de 2007 ante la U. D. Leiria. Terminó la temporada 2006-07 de la liga portuguesa, con nueve apariciones, ayudando a los de Minho a llegar al cuarto lugar. En las siguientes cuatro temporadas, fue titular indiscutible en la zaga, aunque sufrió constantes lesiones que lo marginaron de varios partidos. Sin embargo, siempre mostró un muy buen nivel siendo su pico de rendimiento la temporada 2009-10, en la cual el Braga consiguió el segundo lugar en la liga, siendo la mejor ubicación de su historia.
La siguiente temporada logró clasificarse por primera vez a la fase de grupos de la Liga de Campeones, siendo eliminados en esa misma fase, pero al quedar terceros en su grupo, accedieron a los dieciseisavos de final de la Liga Europa de la UEFA, torneo en el cual llegaron a la final pero no pudieron obtener el campeonato. El Mudo portó durante varios encuentros el brazalete de capitán. En 2011, tras cuatro años en el Braga, fichó por el Sporting Clube de Portugal; sin embargo, no tuvo mucha participación en el conjunto de Lisboa debido a las constantes lesiones que lo aquejaron durante la temporada 2011-12.
Si bien se dio por hecho su préstamo al Deportivo de La Coruña junto a su compañero de equipo Evaldo, Rodríguez fue descartado como refuerzo del Dépor por falta de acuerdos administrativos. En julio de 2012, fue presentado como nuevo refuerzo del Rio Ave de Portugal, al que llegó en calidad de cedido. Jugó poco en la primeta mitad de la temporada 2012-13 en el equipo de Vila do Conde, más que todo por las lesiones que lo aquejaron. Sin embargo, el 13 de enero de 2013, jugó su primer partido completo en la liga, en la victoria por la mínima diferencia frente a Gil Vicente. El 28 de abril, marcó el gol del triunfo ante el Beira-Mar.

### Regreso al Panchitoverso
En 2015, luego de las constantes lesiones que le dificultaron mantener el alto nivel que venía mostrando en el extranjero, regresó al Perú para jugar por Sporting Cristal, equipo donde permaneció durante más de un año.  En 2016 pasó a Melgar, ante la sorpresa de la prensa y la afición celeste, quienes le tenían bastante cariño por haberse formado en el club y su presente en la selección nacional. Con el equipo arequipeño, bajo la dirección de Juan Reynoso, completó buenas jornadas, llegando a disputar la final del campeonato 2016, justamente contra Sporting Cristal, situación que lo colocaría como - a la vez - subcampeón y campeón nacional de ese año. Finalmente la final la ganó el Sporting Cristal. En diciembre de ese mismo año, volvió a sorprender al ser fichado por Universitario de Deportes para la temporada 2017.
Cabe precisar que su fichaje se anunció, cuando había trascendido que era uno de los jales fijos de Alianza Lima. Sin embargo, como luego fue confirmado por su representante, pesó su hinchaje por el club crema y las ganas de defender sus colores. En tienda merengue sufrió de algunas lesiones, sin perjuicio de lo cual pudo convertirse en uno de los pilares de la zaga durante esa temporada, llegando incluso a portar la cinta de capitán en algunos encuentros. Asimismo, recibió un trato especial del departamento médico del club, que le permitió mantener su estado físico en los partidos de la selección peruana, cerrando ese año con la clasificación al Mundial de Rusia 2018.
En enero de 2018, luego de haber clasificado al mundial con Perú y haber cerrado un año irregular con la «U», fue contratado por el Junior de Barranquilla. Debutó con la camisa del tiburón el 25 de febrero por la liga ante Boyacá Chicó. No obstante a la expectativa que se generó por su fichaje, surgieron problemas con el estratega Julio Comesaña, quien lo acusó de "abandonar" el club para sumarse a la selección peruana sin autorización. Cabe precisar que esto se dio luego de que en reiteradas oportunidades el club colombiano manifestara su disconformidad por las constantes lesiones del defensor peruano. El 2 de agosto de 2018, de mutuo acuerdo, se resolvió su contrato, quedando en condición de jugador libre. Luego de haber quedado libre, se anunció su regreso a tienda crema para la segunda mitad del año 2018, con la consigna de volver a recuperar su estado físico y salir nuevamente al exterior al finalizar el año.
Lamentablemente, ese año fue muy duro, pues el equipo crema ocupó los últimos lugares de la tabla acumulada, lo que lo comprometió con el descenso de ese año. Rodríguez, uno de los jugadores más experimentados del plantel, cumplió un rol fundamental en darle vuelta a esa situación, sin embargo, en septiembre de 2018, sufrió una ruptura fibrilar de segundo grado del gemelo de la pierna derecha. Tras la fuerte lesión, se perdió el resto del campeonato y se programó su recuperación para mediados del siguiente año. En señal de agradecimiento, el club le renovó el contrato por una temporada más. Sin embargo, su situación no mejoró para la temporada 2019, pues luego del alta médica, sufrió una serie de lesiones más, las cuales no permitieron que llegue a disputar ni un solo minuto de juego (aunque si jugó 90' de un encuentro de reservas y salió en lista en algunos partidos). Al finalizar el año 2019, tras haber pasado una temporada completa sin disputar minutos oficiales, había gran incertidumbre respecto a su futuro.
Se hablaba de un interés de la «U» por renovarle el contrato pero con una disminución salarial y una serie de cláusulas por partidos jugados, el interés de clubes de provincia y principalmente del interés de Alianza Lima, que desde 2017 había intentado ficharlo sin éxito. Los rumores tomaron dos sentidos cuando, por una parte, el cuerpo médico de Alianza Lima fue a realizarle pruebas a inicios de diciembre de 2019 y, por otro parte, el flamante técnico de Universitario de Deportes para 2020, el uruguayo Gregorio Pérez lo citó para el inicio de la pretemporada y declaró a todos los medios que lo consideraba pieza clave del equipo. Finalmente, fue el equipo victoriano el que se hizo con los servicios del defensor central, luego de que las negociaciones con la «U» no llegaran a buen puerto, por discrepancias en las cláusulas por partidos jugados y el salario para la temporada. Luego de una temporada terrible, a finales de 2020 fue parte de una de las peores campañas en la historia del club victoriano

## Selección nacional
Ha sido internacional con la selección de fútbol del Perú en 75 ocasiones. Su debut se produjo el 2 de abril de 2003 en un encuentro amistoso ante la selección de Chile, que finalizó con marcador de 3-0 a favor de los peruanos. Formó parte de la plantilla que disputó la Copa América 2007, donde el seleccionado peruano avanzó hasta los cuartos de final. Fue convocado por el técnico Sergio Markarián para participar en la Copa América 2011. En el torneo Perú integró el grupo C junto con Uruguay, Chile y México. En el último partido el conjunto peruano derrotó a Venezuela por 4-1 y ocupó el tercer lugar.
El 20 de mayo de 2016 el entrenador Ricardo Gareca, lo incluyó en la nómina de 23 jugadores convocados para disputar la Copa América Centenario. El estreno de la blanquirroja en la competición se produjo el 4 de junio de 2016 derrotando por 1-0 a Haití. Cuatro días más tarde empató por marcador de 2-2 ante su similar de Ecuador. Perú cerró su participación en la primera fase con una victoria por 1-0 ante Brasil. En los cuartos de final enfrentó a la selección de Colombia con la que empató 0-0 en el tiempo reglamentario, finalmente fueron derrotados por 4-2 en la tanda de penaltis. Alberto estuvo presente en los cuatro partidos que disputó su selección.
El 16 de mayo de 2018 el entrenador de la selección peruana, Ricardo Gareca, lo incluyó en la nómina preliminar de 24 jugadores convocados para la Copa Mundial de Fútbol de 2018. Fue confirmado en la lista definitiva de 23 jugadores el 4 de junio.

### Participaciones en Copas del Mundo
| Mundial                        | Sede  | Resultado    | Partidos | Goles |
| ------------------------------ | ----- | ------------ | -------- | ----- |
| Copa Mundial de Fútbol de 2018 | Rusia | Primera fase | 2        | 0     |

### Participaciones en Copa América
| Torneo                  | Sede           | Resultado        | Partidos | Goles |
| ----------------------- | -------------- | ---------------- | -------- | ----- |
| Copa América 2007       | Venezuela      | Cuartos de final | 3        | 0     |
| Copa América 2011       | Argentina      | Tercer lugar     | 5        | 0     |
| Copa América Centenario | Estados Unidos | Cuartos de final | 4        | 0     |

## Estadísticas

### Clubes
| Club                              | Temporada           | Liga | Liga | Copas Nacionales * | Copas Nacionales * | Copas Internacionales ** | Copas Internacionales ** | Total | Total |
| Club                              | Temporada           | PJ   | G    | PJ                 | G                  | PJ                       | G                        | PJ    | G     |
| --------------------------------- | ------------------- | ---- | ---- | ------------------ | ------------------ | ------------------------ | ------------------------ | ----- | ----- |
| Sporting Cristal · Perú           | 2002                | 30   | 1    | 0                  | 0                  | 3                        | 0                        | 33    | 1     |
| Sporting Cristal · Perú           | 2003                | 30   | 3    | 0                  | 0                  | 6                        | 0                        | 36    | 3     |
| Sporting Cristal · Perú           | 2004                | 35   | 3    | 0                  | 0                  | 8                        | 0                        | 43    | 3     |
| Sporting Cristal · Perú           | 2005                | 43   | 2    | 0                  | 0                  | 6                        | 0                        | 49    | 2     |
| Sporting Cristal · Perú           | 2006                | 17   | 1    | 0                  | 0                  | 6                        | 0                        | 23    | 1     |
| Sporting Cristal · Perú           | Total               | 155  | 10   | 0                  | 0                  | 29                       | 0                        | 184   | 10    |
| S. C. Braga Portugal              | 2006-07             | 9    | 0    | 1                  | 0                  | 4                        | 0                        | 14    | 0     |
| S. C. Braga Portugal              | 2007-08             | 17   | 1    | 2                  | 1                  | 6                        | 0                        | 25    | 2     |
| S. C. Braga Portugal              | 2008-09             | 15   | 2    | 2                  | 0                  | 9                        | 0                        | 26    | 2     |
| S. C. Braga Portugal              | 2009-10             | 20   | 0    | 3                  | 0                  | 2                        | 0                        | 25    | 0     |
| S. C. Braga Portugal              | 2010-11             | 18   | 0    | 4                  | 0                  | 16                       | 0                        | 38    | 0     |
| S. C. Braga Portugal              | Total               | 79   | 3    | 12                 | 1                  | 37                       | 0                        | 128   | 4     |
| Sporting de Lisboa Portugal       | 2011-12             | 7    | 0    | 2                  | 0                  | 4                        | 0                        | 13    | 0     |
| Sporting de Lisboa Portugal       | Total               | 7    | 0    | 2                  | 0                  | 4                        | 0                        | 13    | 0     |
| Rio Ave Portugal                  | 2012-13             | 12   | 2    | 3                  | 0                  | 0                        | 0                        | 15    | 2     |
| Rio Ave Portugal                  | 2013-14             | 20   | 1    | 4                  | 0                  | 0                        | 0                        | 24    | 1     |
| Rio Ave Portugal                  | Total               | 32   | 3    | 7                  | 0                  | 0                        | 0                        | 39    | 3     |
| Sporting Cristal · Perú           | 2015                | 20   | 1    | 0                  | 0                  | 0                        | 0                        | 20    | 1     |
| Sporting Cristal · Perú           | 2016                | 8    | 0    | 0                  | 0                  | 6                        | 3                        | 14    | 3     |
| Sporting Cristal · Perú           | Total               | 28   | 1    | 0                  | 0                  | 6                        | 3                        | 34    | 4     |
| F. B. C. Melgar · Perú            | 2016                | 6    | 0    | 0                  | 0                  | 0                        | 0                        | 6     | 0     |
| F. B. C. Melgar · Perú            | Total               | 6    | 0    | 0                  | 0                  | 0                        | 0                        | 6     | 0     |
| Universitario de Deportes · Perú  | 2017                | 22   | 1    | 0                  | 0                  | 2                        | 0                        | 24    | 1     |
| Universitario de Deportes · Perú  | Total               | 22   | 1    | 0                  | 0                  | 2                        | 0                        | 24    | 1     |
| Junior de Barranquilla · Colombia | 2018                | 5    | 0    | 0                  | 0                  | 1                        | 0                        | 6     | 0     |
| Junior de Barranquilla · Colombia | Total               | 5    | 0    | 0                  | 0                  | 1                        | 0                        | 6     | 0     |
| Universitario de Deportes · Perú  | 2018                | 6    | 0    | 0                  | 0                  | 0                        | 0                        | 6     | 0     |
| Universitario de Deportes · Perú  | 2019                | 0    | 0    | 0                  | 0                  | 0                        | 0                        | 0     | 0     |
| Universitario de Deportes · Perú  | Total               | 6    | 0    | 0                  | 0                  | 0                        | 0                        | 6     | 0     |
| Alianza Lima · Perú               | 2020                | 12   | 0    | 0                  | 0                  | 4                        | 0                        | 16    | 0     |
| Alianza Lima · Perú               | Total               | 12   | 0    | 0                  | 0                  | 4                        | 0                        | 16    | 0     |
| Alianza Atlético Sullana · Perú   | 2021                | 8    | 0    | 0                  | 0                  | 0                        | 0                        | 8     | 0     |
| Alianza Atlético Sullana · Perú   | Total               | 8    | 0    | 0                  | 0                  | 0                        | 0                        | 8     | 0     |
| Total en su carrera               | Total en su carrera | 360  | 18   | 21                 | 1                  | 83                       | 3                        | 464   | 22    |

- (*) Copa de la Liga de Portugal, Copa de Portugal.
- (**) Copa Libertadores de América, Liga de Campeones de la UEFA, Liga Europa de la UEFA, Copa Intertoto de la UEFA.

### Selección nacional
| \| Fecha \| Ciudad \| Local \| Resultado \| Visitante \| Competencia \| Goles \| \| ---------- \| ---------------- \| ------------- \| --------- \| ----------------- \| ------------------------------ \| ----- \| \| 02-04-2003 \| Lima \| Perú \| 3:0 \| Chile \| Amistoso \| 0 \| \| 30-07-2003 \| Montevideo \| Uruguay \| 1:0 \| Perú \| Amistoso \| 0 \| \| 27-08-2003 \| Lima \| Perú \| 0:0 \| Guatemala \| Amistoso \| 0 \| \| 09-10-2004 \| La Paz \| Bolivia \| 1:0 \| Perú \| Clasificación Mundial 2006 \| 0 \| \| 16-11-2004 \| Lima \| Perú \| 2:1 \| Chile \| Clasificación Mundial 2006 \| 0 \| \| 27-03-2005 \| Goiânia \| Brasil \| 1:0 \| Perú \| Clasificación Mundial 2006 \| 0 \| \| 17-08-2005 \| Tacna \| Perú \| 3:1 \| Chile \| Amistoso \| 0 \| \| 09-10-2005 \| Buenos Aires \| Argentina \| 2:0 \| Perú \| Clasificación Mundial 2006 \| 0 \| \| 15-11-2006 \| Kingston \| Jamaica \| 1:1 \| Perú \| Amistoso \| 0 \| \| 19-11-2006 \| Ciudad de Panamá \| Panamá \| 1:2 \| Perú \| Amistoso \| 0 \| \| 03-06-2007 \| Madrid \| Ecuador \| 1:2 \| Perú \| Amistoso \| 0 \| \| 26-06-2007 \| Mérida \| Perú \| 3:0 \| Uruguay \| Copa América 2007 \| 0 \| \| 30-06-2007 \| San Cristóbal \| Venezuela \| 2:0 \| Perú \| Copa América 2007 \| 0 \| \| 03-07-2007 \| Mérida \| Bolivia \| 2:2 \| Perú \| Copa América 2007 \| 0 \| \| 08-09-2007 \| Lima \| Perú \| 2:2 \| Colombia \| Amistoso \| 0 \| \| 12-09-2007 \| Lima \| Perú \| 2:0 \| Bolivia \| Amistoso \| 0 \| \| 13-10-2007 \| Lima \| Perú \| 0:0 \| Paraguay \| Clasificación Mundial 2010 \| 0 \| \| 17-10-2007 \| Santiago \| Chile \| 2:0 \| Perú \| Clasificación Mundial 2010 \| 0 \| \| 18-11-2007 \| Lima \| Perú \| 1:1 \| Brasil \| Clasificación Mundial 2010 \| 0 \| \| 31-05-2008 \| Huelva \| España \| 2:1 \| Perú \| Amistoso \| 0 \| \| 14-06-2008 \| Lima \| Perú \| 1:1 \| Colombia \| Clasificación Mundial 2010 \| 0 \| \| 17-06-2008 \| Montevideo \| Uruguay \| 6:0 \| Perú \| Clasificación Mundial 2010 \| 0 \| \| 06-09-2008 \| Lima \| Perú \| 1:0 \| Venezuela \| Clasificación Mundial 2010 \| 0 \| \| 29-03-2009 \| Lima \| Perú \| 1:3 \| Chile \| Clasificación Mundial 2010 \| 0 \| \| 01-04-2009 \| Porto Alegre \| Brasil \| 3:0 \| Perú \| Clasificación Mundial 2010 \| 0 \| \| 07-06-2009 \| Lima \| Perú \| 1:2 \| Ecuador \| Clasificación Mundial 2010 \| 0 \| \| 10-06-2009 \| Medellín \| Colombia \| 1:0 \| Perú \| Clasificación Mundial 2010 \| 0 \| \| 05-09-2009 \| Lima \| Perú \| 1:0 \| Uruguay \| Clasificación Mundial 2010 \| 0 \| \| 09-09-2009 \| Puerto La Cruz \| Venezuela \| 3:1 \| Perú \| Clasificación Mundial 2010 \| 0 \| \| 10-10-2009 \| Buenos Aires \| Argentina \| 2:1 \| Perú \| Clasificación Mundial 2010 \| 0 \| \| 14-10-2009 \| Lima \| Perú \| 1:0 \| Bolivia \| Clasificación Mundial 2010 \| 0 \| \| 04-07-2011 \| San Juan \| Uruguay \| 1:1 \| Perú \| Copa América 2011 \| 0 \| \| 08-07-2011 \| Mendoza \| México \| 0:1 \| Perú \| Copa América 2011 \| 0 \| \| 16-07-2011 \| Córdoba \| Colombia \| 0:2 \| Perú \| Copa América 2011 \| 0 \| \| 19-07-2011 \| La Plata \| Perú \| 0:2 \| Uruguay \| Copa América 2011 \| 0 \| \| 23-07-2011 \| La Plata \| Perú \| 4:1 \| Venezuela \| Copa América 2011 \| 0 \| \| 07-10-2011 \| Lima \| Perú \| 2:0 \| Paraguay \| Clasificación Mundial 2014 \| 0 \| \| 11-10-2011 \| Santiago \| Chile \| 4:2 \| Perú \| Clasificación Mundial 2014 \| 0 \| \| 07-09-2012 \| Lima \| Perú \| 2:1 \| Venezuela \| Clasificación Mundial 2014 \| 0 \| \| 11-09-2012 \| Lima \| Perú \| 1:1 \| Argentina \| Clasificación Mundial 2014 \| 0 \| \| 16-10-2012 \| Asunción \| Paraguay \| 1:0 \| Perú \| Clasificación Mundial 2014 \| 0 \| \| 22-03-2013 \| Lima \| Perú \| 1:0 \| Chile \| Clasificación Mundial 2014 \| 0 \| \| 01-06-2013 \| Panamá \| Panamá \| 1:2 \| Perú \| Amistoso \| 0 \| \| 07-06-2013 \| Lima \| Perú \| 1:0 \| Ecuador \| Clasificación Mundial 2014 \| 0 \| \| 11-06-2013 \| Barranquilla \| Colombia \| 2:0 \| Perú \| Clasificación Mundial 2014 \| 0 \| \| 14-08-2013 \| Suwon \| Corea del Sur \| 0:0 \| Perú \| Amistoso \| 0 \| \| 06-09-2013 \| Lima \| Perú \| 1:2 \| Uruguay \| Clasificación Mundial 2014 \| 0 \| \| 10-09-2013 \| Puerto La Cruz \| Venezuela \| 3:2 \| Perú \| Clasificación Mundial 2014 \| 0 \| \| 30-05-2014 \| Londres \| Inglaterra \| 3:0 \| Perú \| Amistoso \| 0 \| \| 03-06-2014 \| Lucerna \| Suiza \| 2:0 \| Perú \| Amistoso \| 0 \| \| 29-03-2016 \| Montevideo \| Uruguay \| 1:0 \| Perú \| Clasificación Mundial 2018 \| 0 \| \| 23-05-2016 \| Lima \| Perú \| 4:0 \| Trinidad y Tobago \| Amistoso \| 0 \| \| 28-05-2016 \| Washington D. C. \| Perú \| 3:1 \| El Salvador \| Amistoso \| 0 \| \| 04-06-2016 \| Seattle \| Haití \| 0:1 \| Perú \| Copa América Centenario \| 0 \| \| 08-06-2016 \| Glendale \| Ecuador \| 2:2 \| Perú \| Copa América Centenario \| 0 \| \| 12-06-2016 \| Foxborough \| Brasil \| 0:1 \| Perú \| Copa América Centenario \| 0 \| \| 17-06-2016 \| East Rutherford \| Perú \| 0:0 / 2:4 \| Colombia \| Copa América Centenario \| 0 \| \| 06-10-2016 \| Lima \| Perú \| 2:2 \| Argentina \| Clasificación Mundial 2018 \| 0 \| \| 11-10-2016 \| Santiago \| Chile \| 2:1 \| Perú \| Clasificación Mundial 2018 \| 0 \| \| 10-11-2016 \| Asunción \| Paraguay \| 1:4 \| Perú \| Clasificación Mundial 2018 \| 0 \| \| 15-11-2016 \| Lima \| Perú \| 0:2 \| Brasil \| Clasificación Mundial 2018 \| 0 \| \| 23-03-2017 \| Maturín \| Venezuela \| 2:2 \| Perú \| Clasificación Mundial 2018 \| 0 \| \| 28-03-2017 \| Lima \| Perú \| 2:1 \| Uruguay \| Clasificación Mundial 2018 \| 0 \| \| 08-06-2017 \| Trujillo \| Perú \| 1:0 \| Paraguay \| Amistoso \| 0 \| \| 13-06-2017 \| Arequipa \| Perú \| 3:1 \| Jamaica \| Amistoso \| 0 \| \| 31-08-2017 \| Lima \| Perú \| 2:1 \| Bolivia \| Clasificación Mundial 2018 \| 0 \| \| 05-09-2017 \| Quito \| Ecuador \| 1:2 \| Perú \| Clasificación Mundial 2018 \| 0 \| \| 05-10-2017 \| Buenos Aires \| Argentina \| 0:0 \| Perú \| Clasificación Mundial 2018 \| 0 \| \| 10-10-2017 \| Lima \| Perú \| 1:1 \| Colombia \| Clasificación Mundial 2018 \| 0 \| \| 11-11-2017 \| Wellington \| Nueva Zelanda \| 0:0 \| Perú \| Repesca Mundial 2018 \| 0 \| \| 15-11-2017 \| Lima \| Perú \| 2:0 \| Nueva Zelanda \| Repesca Mundial 2018 \| 0 \| \| 29-05-2018 \| Lima \| Perú \| 2:0 \| Escocia \| Amistoso \| 0 \| \| 09-06-2018 \| Gotemburgo \| Suecia \| 0:0 \| Perú \| Amistoso \| 0 \| \| 16-06-2018 \| Saransk \| Perú \| 0:1 \| Dinamarca \| Copa Mundial de Fútbol de 2018 \| 0 \| \| 21-06-2018 \| Ekaterimburgo \| Francia \| 1:0 \| Perú \| Copa Mundial de Fútbol de 2018 \| 0 \| \| Total \| \| Presencias \| 75 \| \| Goles \| 0 \| |                  |               |           |                   |                                |       |
| Fecha | Ciudad           | Local         | Resultado | Visitante         | Competencia                    | Goles |
| 02-04-2003 | Lima             | Perú          | 3:0       | Chile             | Amistoso                       | 0     |
| 30-07-2003 | Montevideo       | Uruguay       | 1:0       | Perú              | Amistoso                       | 0     |
| 27-08-2003 | Lima             | Perú          | 0:0       | Guatemala         | Amistoso                       | 0     |
| 09-10-2004 | La Paz           | Bolivia       | 1:0       | Perú              | Clasificación Mundial 2006     | 0     |
| 16-11-2004 | Lima             | Perú          | 2:1       | Chile             | Clasificación Mundial 2006     | 0     |
| 27-03-2005 | Goiânia          | Brasil        | 1:0       | Perú              | Clasificación Mundial 2006     | 0     |
| 17-08-2005 | Tacna            | Perú          | 3:1       | Chile             | Amistoso                       | 0     |
| 09-10-2005 | Buenos Aires     | Argentina     | 2:0       | Perú              | Clasificación Mundial 2006     | 0     |
| 15-11-2006 | Kingston         | Jamaica       | 1:1       | Perú              | Amistoso                       | 0     |
| 19-11-2006 | Ciudad de Panamá | Panamá        | 1:2       | Perú              | Amistoso                       | 0     |
| 03-06-2007 | Madrid           | Ecuador       | 1:2       | Perú              | Amistoso                       | 0     |
| 26-06-2007 | Mérida           | Perú          | 3:0       | Uruguay           | Copa América 2007              | 0     |
| 30-06-2007 | San Cristóbal    | Venezuela     | 2:0       | Perú              | Copa América 2007              | 0     |
| 03-07-2007 | Mérida           | Bolivia       | 2:2       | Perú              | Copa América 2007              | 0     |
| 08-09-2007 | Lima             | Perú          | 2:2       | Colombia          | Amistoso                       | 0     |
| 12-09-2007 | Lima             | Perú          | 2:0       | Bolivia           | Amistoso                       | 0     |
| 13-10-2007 | Lima             | Perú          | 0:0       | Paraguay          | Clasificación Mundial 2010     | 0     |
| 17-10-2007 | Santiago         | Chile         | 2:0       | Perú              | Clasificación Mundial 2010     | 0     |
| 18-11-2007 | Lima             | Perú          | 1:1       | Brasil            | Clasificación Mundial 2010     | 0     |
| 31-05-2008 | Huelva           | España        | 2:1       | Perú              | Amistoso                       | 0     |
| 14-06-2008 | Lima             | Perú          | 1:1       | Colombia          | Clasificación Mundial 2010     | 0     |
| 17-06-2008 | Montevideo       | Uruguay       | 6:0       | Perú              | Clasificación Mundial 2010     | 0     |
| 06-09-2008 | Lima             | Perú          | 1:0       | Venezuela         | Clasificación Mundial 2010     | 0     |
| 29-03-2009 | Lima             | Perú          | 1:3       | Chile             | Clasificación Mundial 2010     | 0     |
| 01-04-2009 | Porto Alegre     | Brasil        | 3:0       | Perú              | Clasificación Mundial 2010     | 0     |
| 07-06-2009 | Lima             | Perú          | 1:2       | Ecuador           | Clasificación Mundial 2010     | 0     |
| 10-06-2009 | Medellín         | Colombia      | 1:0       | Perú              | Clasificación Mundial 2010     | 0     |
| 05-09-2009 | Lima             | Perú          | 1:0       | Uruguay           | Clasificación Mundial 2010     | 0     |
| 09-09-2009 | Puerto La Cruz   | Venezuela     | 3:1       | Perú              | Clasificación Mundial 2010     | 0     |
| 10-10-2009 | Buenos Aires     | Argentina     | 2:1       | Perú              | Clasificación Mundial 2010     | 0     |
| 14-10-2009 | Lima             | Perú          | 1:0       | Bolivia           | Clasificación Mundial 2010     | 0     |
| 04-07-2011 | San Juan         | Uruguay       | 1:1       | Perú              | Copa América 2011              | 0     |
| 08-07-2011 | Mendoza          | México        | 0:1       | Perú              | Copa América 2011              | 0     |
| 16-07-2011 | Córdoba          | Colombia      | 0:2       | Perú              | Copa América 2011              | 0     |
| 19-07-2011 | La Plata         | Perú          | 0:2       | Uruguay           | Copa América 2011              | 0     |
| 23-07-2011 | La Plata         | Perú          | 4:1       | Venezuela         | Copa América 2011              | 0     |
| 07-10-2011 | Lima             | Perú          | 2:0       | Paraguay          | Clasificación Mundial 2014     | 0     |
| 11-10-2011 | Santiago         | Chile         | 4:2       | Perú              | Clasificación Mundial 2014     | 0     |
| 07-09-2012 | Lima             | Perú          | 2:1       | Venezuela         | Clasificación Mundial 2014     | 0     |
| 11-09-2012 | Lima             | Perú          | 1:1       | Argentina         | Clasificación Mundial 2014     | 0     |
| 16-10-2012 | Asunción         | Paraguay      | 1:0       | Perú              | Clasificación Mundial 2014     | 0     |
| 22-03-2013 | Lima             | Perú          | 1:0       | Chile             | Clasificación Mundial 2014     | 0     |
| 01-06-2013 | Panamá           | Panamá        | 1:2       | Perú              | Amistoso                       | 0     |
| 07-06-2013 | Lima             | Perú          | 1:0       | Ecuador           | Clasificación Mundial 2014     | 0     |
| 11-06-2013 | Barranquilla     | Colombia      | 2:0       | Perú              | Clasificación Mundial 2014     | 0     |
| 14-08-2013 | Suwon            | Corea del Sur | 0:0       | Perú              | Amistoso                       | 0     |
| 06-09-2013 | Lima             | Perú          | 1:2       | Uruguay           | Clasificación Mundial 2014     | 0     |
| 10-09-2013 | Puerto La Cruz   | Venezuela     | 3:2       | Perú              | Clasificación Mundial 2014     | 0     |
| 30-05-2014 | Londres          | Inglaterra    | 3:0       | Perú              | Amistoso                       | 0     |
| 03-06-2014 | Lucerna          | Suiza         | 2:0       | Perú              | Amistoso                       | 0     |
| 29-03-2016 | Montevideo       | Uruguay       | 1:0       | Perú              | Clasificación Mundial 2018     | 0     |
| 23-05-2016 | Lima             | Perú          | 4:0       | Trinidad y Tobago | Amistoso                       | 0     |
| 28-05-2016 | Washington D. C. | Perú          | 3:1       | El Salvador       | Amistoso                       | 0     |
| 04-06-2016 | Seattle          | Haití         | 0:1       | Perú              | Copa América Centenario        | 0     |
| 08-06-2016 | Glendale         | Ecuador       | 2:2       | Perú              | Copa América Centenario        | 0     |
| 12-06-2016 | Foxborough       | Brasil        | 0:1       | Perú              | Copa América Centenario        | 0     |
| 17-06-2016 | East Rutherford  | Perú          | 0:0 / 2:4 | Colombia          | Copa América Centenario        | 0     |
| 06-10-2016 | Lima             | Perú          | 2:2       | Argentina         | Clasificación Mundial 2018     | 0     |
| 11-10-2016 | Santiago         | Chile         | 2:1       | Perú              | Clasificación Mundial 2018     | 0     |
| 10-11-2016 | Asunción         | Paraguay      | 1:4       | Perú              | Clasificación Mundial 2018     | 0     |
| 15-11-2016 | Lima             | Perú          | 0:2       | Brasil            | Clasificación Mundial 2018     | 0     |
| 23-03-2017 | Maturín          | Venezuela     | 2:2       | Perú              | Clasificación Mundial 2018     | 0     |
| 28-03-2017 | Lima             | Perú          | 2:1       | Uruguay           | Clasificación Mundial 2018     | 0     |
| 08-06-2017 | Trujillo         | Perú          | 1:0       | Paraguay          | Amistoso                       | 0     |
| 13-06-2017 | Arequipa         | Perú          | 3:1       | Jamaica           | Amistoso                       | 0     |
| 31-08-2017 | Lima             | Perú          | 2:1       | Bolivia           | Clasificación Mundial 2018     | 0     |
| 05-09-2017 | Quito            | Ecuador       | 1:2       | Perú              | Clasificación Mundial 2018     | 0     |
| 05-10-2017 | Buenos Aires     | Argentina     | 0:0       | Perú              | Clasificación Mundial 2018     | 0     |
| 10-10-2017 | Lima             | Perú          | 1:1       | Colombia          | Clasificación Mundial 2018     | 0     |
| 11-11-2017 | Wellington       | Nueva Zelanda | 0:0       | Perú              | Repesca Mundial 2018           | 0     |
| 15-11-2017 | Lima             | Perú          | 2:0       | Nueva Zelanda     | Repesca Mundial 2018           | 0     |
| 29-05-2018 | Lima             | Perú          | 2:0       | Escocia           | Amistoso                       | 0     |
| 09-06-2018 | Gotemburgo       | Suecia        | 0:0       | Perú              | Amistoso                       | 0     |
| 16-06-2018 | Saransk          | Perú          | 0:1       | Dinamarca         | Copa Mundial de Fútbol de 2018 | 0     |
| 21-06-2018 | Ekaterimburgo    | Francia       | 1:0       | Perú              | Copa Mundial de Fútbol de 2018 | 0     |
| Total |                  | Presencias    | 75        |                   | Goles                          | 0     |

### Resumen estadístico
| Competición           | Encuentros | Goles | Promedio |
| --------------------- | ---------- | ----- | -------- |
| Liga                  | 360        | 18    | 0,05     |
| Copas nacionales      | 21         | 1     | 0,05     |
| Copas internacionales | 83         | 3     | 0,04     |
| Selección del Perú    | 75         | 0     | 0        |
| Total                 | 529        | 22    | 0,04     |

## Palmarés

### Títulos nacionales
| Título                    | Club             | País | Año  |
| ------------------------- | ---------------- | ---- | ---- |
| Torneo Apertura           | Sporting Cristal | Perú | 2002 |
| Primera División del Perú | Sporting Cristal | Perú | 2002 |
| Torneo Apertura           | Sporting Cristal | Perú | 2003 |
| Torneo Clausura           | Sporting Cristal | Perú | 2004 |
| Torneo Clausura           | Sporting Cristal | Perú | 2005 |
| Primera División del Perú | Sporting Cristal | Perú | 2005 |
| Torneo Apertura           | Sporting Cristal | Perú | 2015 |
| Primera División del Perú | Sporting Cristal | Perú | 2016 |

### Títulos internacionales
| Título                    | Equipo             | País     | Año  |
| ------------------------- | ------------------ | -------- | ---- |
| XIV Juegos Bolivarianos   | Selección del Perú | Perú     | 2001 |
| Copa Intertoto de la UEFA | S. C. Braga        | Portugal | 2008 |

### Distinciones individuales
| Distinción                                                                                         | Año  |
| -------------------------------------------------------------------------------------------------- | ---- |
| Incluido en el XI ideal de la fase de grupos de la Copa América Centenario según Diario AS         | 2016 |
| Incluido en el equipo ideal del Torneo Apertura de Perú según el portal periodístico DeChalaca.com | 2017 |
| Preseleccionado como defensa en el mejor once del Campeonato Descentralizado según la SAFAP        | 2018 |